# Javornik (Slovénie)
Pour les articles homonymes, voir Javornik.
Javornik est une station de ski de petite taille, située près de Črni vrh nad Idrijo dans la région du Littoral slovène, dans l'ouest de la Slovénie.